# 廣川治
廣川 治（ひろかわ おさむ、1917年〈大正6年〉6月9日 - 2011年〈平成23年〉1月5日）は、日本の通商産業技官、地質学者。通商産業省工業技術院地質調査所地質部主任研究官、JICA（国際協力機構）特別顧問。

## 略歴
新潟県中蒲原郡大江山村大字直り山（現 新潟市江南区直り山）出身。1935年（昭和10年）3月に新潟中学校を卒業、1939年（昭和14年）3月に新潟高等学校を卒業、1941年（昭和16年）12月に東京帝国大学理学部地質学科を繰上卒業。
1942年（昭和17年）1月に商工省地質調査所に入所、2月に太平洋戦争に応召、陸軍に入隊、1945年（昭和20年）8月に終戦、最終階級は陸軍中尉。
1946年（昭和21年）5月に復員、地下資源調査所に復帰、1948年（昭和23年）に商工省工業技術庁地質調査所地質部土木地質課主任研究員に就任。
1956年（昭和31年）に通商産業省工業技術院地質調査所地質部編図課課長に就任、1957年（昭和32年）に図幅第一課課長に就任、1963年（昭和38年）に編図課課長に再任、1965年（昭和40年）に地質第一課課長に就任。
1967年（昭和42年）から3年間、サウジアラビアで鉱物資源開発に関する調査に従事、帰国後、通商産業省工業技術院地質調査所地質部主任研究官としてアジア極東地質構造図の編集に従事。
1970年（昭和45年）から始まった100万分の1『日本地質図』の編纂委員会の編纂委員長として編纂作業に従事。
1975年（昭和50年）に通商産業省工業技術院地質調査所を退官、JICA（国際協力機構）特別顧問としてモロッコ、アルゼンチン、ボツワナ、マダガスカルの鉱物資源探査に従事。
1978年（昭和53年）から2年半、インドネシア鉱物技術開発センターで顕微鏡観察法の指導や火山学の教科書の執筆などに従事、1981年（昭和56年）から5年間、日本科学技術情報センターで外国文献の翻訳と紹介に従事。
1996年（平成8年）に著書『連語句を楽しむ』を出版。
2011年（平成23年）1月5日に死去、93歳没。

## 業績
太平洋戦争後の復興期から日本の地質図の調査研究や編纂に貢献した。また、数多くの途上国の鉱物資源の調査や技術援助と技術指導にも貢献した。

## 栄典
- 1990年（平成2年）4月29日 - 勲四等瑞宝章[3][5]

## 著作物

### 著書
- 『連語句を楽しむ 一巻』近代文芸社、1996年。
- 『連語句を楽しむ 二巻』近代文芸社、1996年。
- 「連語句について (PDF) 」『連句年鑑 平成十年版』10-30頁、連句協会、1998年。

### 地質図
- 『大屋市場』「說明書 (PDF) 」東郷文雄・神戸信和[共編著]、工業技術院地質調査所、1954年。
- 『但馬竹田』「說明書 (PDF) 」東郷文雄・神戸信和[共編著]、工業技術院地質調査所、1954年。
- 『人首』「説明書 (PDF) 」吉田尚[共編著]、工業技術院地質調査所、1954・1955年。
- 『岩内』「說明書 (PDF) 」村山正郎[共編著]、工業技術院地質調査所、1955年。
- 『大迫』「說明書 (PDF) 」吉田尚[共編著]、工業技術院地質調査所、1956年。
- 『鋸﨑』「説明書 (PDF) 」黒田和男[共編著]、工業技術院地質調査所、1957年。
- 『冠島』「説明書 (PDF) 」黒田和男[共編著]、工業技術院地質調査所、1957・1958年。
- 『小濵』「說明書 (PDF) 」礒見博・黒田和男[共編著]、工業技術院地質調査所、1958年。
- 『丹後由良』「說明書 (PDF) 」黒田和男[共編著]、工業技術院地質調査所、1958年。
- 『新潟』福田理・肥田昇・伊田一善・井上絢夫・礒見博・金原均二・河野義礼・菊地清四郎・水野篤行・太田良平・大沢穠・斎藤正次・佐藤茂・沢田秀穂・鈴木達夫[共編]、工業技術院地質調査所、1958年。
- 『秋田』平山次郎・礒見博・金原均二・菊地清四郎・大沢穠・斎藤正次・佐藤茂・関根良弘・鈴木達夫・吉田尚[共編]、工業技術院地質調査所、1960年。
- 『宮津』「説明書 (PDF) 」黒田和男[共編著]、工業技術院地質調査所、1960年。
- 『青森』平山次郎・菊地清四郎・岡野武雄・大町北一郎・大沢穠・斎藤正次・角清愛・鈴木達夫・寺岡易司・対馬坤六・上村不二雄[共編]、工業技術院地質調査所、1960年。
- 『肥前髙島 付 野母﨑』「説明書 (PDF) 」水野篤行[共編著]、工業技術院地質調査所、1962年。
- 『佐用』「説明書 (PDF) 」神戸信和[共編著]、工業技術院地質調査所、1963年。
- 『串本』「説明書 (PDF) 」水野篤行[共編著]、工業技術院地質調査所、1965年。
- 『今治西部』「説明書 (PDF) 」工業技術院地質調査所、1965年。
- 『東京』第2版、福田理・一色直記・石和田靖章・礒見博・片田正人・河内洋佑・松田武雄・水野篤行・沢村孝之助・須田芳朗・山田直利[共編]、工業技術院地質調査所、1966年。
- 『岡山』服部仁・猪木幸男・一色直記・坂本亨・寺岡易司・上村不二雄・山田直利・小野千恵子[共編]、工業技術院地質調査所、1973年。
- 『静岡・御前崎』今井功・坂本亨・奥村公男・須田芳朗[共編]、工業技術院地質調査所、1976年。
- 『福岡』第3版、長浜春夫・小野晃司・山田直利・吉田尚・遠田朝子[共編]、工業技術院地質調査所、1976年。
- 『日本地質図』第2版、吉田尚・今井功・山田直利・秦光男・猪木幸男・石田正夫・礒見博・野沢保・小野晃司・大沢穠・坂本亨・田中啓策・寺岡易司・対馬坤六・山口昇一・小野千恵子・遠田朝子[共編]、工業技術院地質調査所、1978年。

### 論文
- CiNii収録論文 - CiNii